# Професия блондинка 2
„Професия блодинка“ (на английски: Legally Blonde) е американски игрален филм (романтична комедия) от 2003 г., продължение на „Професия блондинка“ (2001), в главната роля - Рийз Уидърспун. Режисьор е Чарлс Хърман-Уърмфийлд, по сценарий на Кейт Кондел. Филмът излиза на екран от 2 юли 2003 г.